# 73 км (зупинний пункт, Запорізька дирекція Придніпровської залізниці)
73 кіломе́тр — пасажирський залізничний зупинний пункт Запорізької дирекції Придніпровської залізниці на лінії Чаплине — Пологи між станціями Гуляйполе (9 км) та Пологи (15 км). Розташований за кількасот метрів між селами Дорожнянка та Загірне Пологівського району Запорізької області.

## Пасажирське сполучення
Через зупинний пункт Платформа 73 км щоденно курсувала одна пара приміських поїздів сполученням Пологи — Чаплине. Наразі пасажирське сполучення припинено.